# SOS (canción de Rihanna)
«SOS» es una canción de la cantante barbadense Rihanna, de su segundo álbum de estudio, A Girl Like Me de 2006. La canción fue producida por JR Rotem y escrita por Rotem y Evan Bogart. Fue lanzado como el primer sencillo del álbum. La canción contiene una muestra de «Tainted Love» de Soft Cell.
La canción fue bien recibida por algunos críticos por el contenido de «Tainted Love» de Soft Cell, mientras que otros la compararon con «Pon de Replay». Se convirtió en primer número uno de Rihanna en el Billboard Hot 100, encabezó las listas en Australia y Canadá, así como llegó a los primeros cinco puestos en los mercados de la música tales como Alemania, Irlanda, Suiza y el Reino Unido. En el Reino Unido, «SOS» fue nominado para The Record of the Year (La Grabación del Año), pero perdió frente a «Patience» de Take That.

## Antecedentes
La canción fue escrita principalmente por el productor JR Rotem y Evan Bogart, hijo del fundador de Casablanca Records Neil Bogart. El ex compañero de sello de Christina Milian, se pidió originalmente para grabar la canción de su tercer álbum, So Amazin', pero la cantante la rechazó y Def Jam CEO L.A. Reid, L.A. Reid ofreció "SOS" a Rihanna. En una entrevista con HitQuarters, Rotem describió el origen de la canción, "he oído Tainted Love y quería tomar la línea de bajo y actualizarlo con un nuevo giro. Cuando me di la pista a Evan, el sentimiento de los 80 ya estaba en la pista." Los Remixes fueron proporcionados por Jason Nevins, quien ha producido remixes para artistas como Madonna, Fall Out Boy, Good Charlotte, Kelly Clarkson y LL Cool J. Esta canción se utilizó en la película, True Confessions of a Hollywood Starlet.

## Composición
"SOS" es una canción de baile uptempo. Inspirado por muestreo de la Rotem de los clásicos de los años 80, "Soft Cell" versión de Tainted Love, el coguionista Evan Bogart muestra algunos de sus 80 propias canciones favoritas en las letras, como A-ha "Take On Me", de Cutting Crew "(I Just) Died In Your Arms", Tears for Fears "Head Over Heels", de Michael Jackson "The Way You Make Me Feel", Modern English "I Melt With You" y Wilde Kim "You Keep Me Hanging On".
La canción también hace referencia a canciones de otras décadas como ABBA "SOS" en el propio título de Elton John en la canción "Tiny Dancer" con la línea de "Solo abrázame fuerte chico que soy tu pequeña bailarina" y la canción original de la muestra "Tainted Love" en la letra, "Me tienes sacudiéndome, volteando y no puedo dormir por la noche." Líricamente, "SOS" se basa en el protagonista de la canción pidiendo ayuda a gritos mientras se convierte en una obsesionada con un amante. El acuerdo con letras de no estar familiarizado con la caída en el amor y cree que ella está fuera de lugar, indicando: "hacer que en mi mente, me tiene que perder."

El vídeo del sencillo cuenta con una versión adicional para promocionar la marca Nike.

## Crítica
La canción ha recibido críticas en general positivas. David Jeffries de Allmusic describió la canción como un tono atractivo del club. También añadió que la canción es una muerde el riff bleepy de Soft Cell de "Tainted Love" de una manera muy moderna, muy emocionante mash-up de la moda." Sal Cinquemani de Slant Magazine dijo que "llevar infecciosas del álbum el sencillo, SOS, Rihanna quitó rivales en el verano pasado con "Pon De Replay", con destreza utilizando Soft Cell de Tainted Love. Una revisión de Diana Ross & The Supremes "Where Did Our Love Go", como telón de fondo bleepy y la adición de un parte inferior de cuerpo entero de la canción original de hojalata mod-rock. Thomas Golianopoulos de Blender llama la canción "una nueva ola excelente, fusión de dancehall que establece la cabeza sobre los talones, motivos de locura en el amor a una palpitante muestra. Raymond Fiore de Entertainment Weekly comentó: "Eso muestra squawky sintetizador de Soft Cell corrompido por el amor y la sensualidad de SOS. no es lo único que grita en los años 80 de A Girl Like Me." Quentin B. Huff de PopMatters sentía que la canción se "ha hecho muchas veces más" y lo comparó con Beyoncé "Crazy in Love" y Janet Jackson "When I Think Of You".

## Rendimiento en listas
En los Estados Unidos, "SOS" llegó al número uno en el Billboard Hot 100, Pop 100, Hot Dance Club Songs, Hot Dance Airplay del Año, Hot Digital Songs y Hot Digital Tracks, la canción también llegó al número dos en el Airplay Pop 100 , pero no pudo superar la gran difusión del single de Sean Paul "Temperature". La canción se hizo disponible como descarga digital sobre el lanzamiento del álbum y de su primera semana de ventas digitales provocó un salto dramático a partir del número treinta y cuatro al número uno, convirtiéndose en uno de los mayores saltos a la posición número uno en el Billboard. El sencillo se mantuvo en el número uno durante tres semanas. La razón para el gran salto es que "SOS" se mantenía fuera de los servicios de descarga digital más hasta que su álbum fue lanzado para estimular más las ventas de álbumes. "SOS" fue el cuarto más grande éxito de Rihanna en la radio en los Estados Unidos. 
A nivel internacional, "SOS" de Rihanna se convirtió en el primer número uno en Australia. Se quedó en la cima durante ocho semanas consecutivas, por lo que es el mayor éxito de la cantante en Australia. La canción también alcanzó el número dos en el Reino Unido y el ranking de singles alemán, número cuatro en las listas de Holanda, y el número siete en Italia. En Rumanía, la canción compitió con "If It's Lovin' That You Want" y "Unfaithful", ya que "SOS" fue aplazado debido a la buen rendimiento de "If It's Lovin' That You Want, y cuando por fin fue puesto en libertad, "Unfaithful" ya había de empezar a aumentar de radio airplay pesado. "SOS" alcanzó el número veintiocho en el cuadro rumano. 
"SOS" fue retirado de las listas de éxitos del Reino Unido después de trece semanas, porque hubo un remix de "SOS", que figura en "Unfaithful". Debido a las normas de éxitos del Reino Unido, un nuevo single no puede tener un remix de un anterior, si la canción original sigue siendo gráficos, por lo que la canción a la izquierda en las listas en veintisiete. Sin embargo, la canción fue un éxito aún, en ser noveno mejor vendido del año. En el Reino Unido la canción también fue número uno durante dos semanas en ECD: Reino Unido. En suma, de acuerdo a la compañía The Official UK Charts Company, «SOS» ha vendido alrededor de 300 mil copias en el Reino Unido, las cuales le convierten en el segundo sencillo más vendido de A Girl Like Me en el estado, después de «Unfaithful», y en uno de los diez sencillos más vendidos de Rihanna en el mismo. Ha vendido más de 6 millones de copias en todo el mundo. Se mantuvo 309 semanas en listas alrededor del mundo.

## Video musical
Existen dos versiones del vídeo musical, la primera de ellas se desarrolla en una cancha de básquetbol y que se transforma en una pista de baile; esta edición fue especialmente filmada para promocionar a la mundialmente famosa y reconocida marca deportiva: Nike. La segunda versión (oficial) estuvo destinada para programas y cadenas vídeo musicales, en Total Request Live de MTV y MuchOnDemand de la cadena MuchMusic hizo su premier mundial el día 23 de marzo de 2006. El vídeo oficial fue dirigido por Chris Applebaum, Rihanna viste un vestido color verde brillante, el resto del vídeo Rihanna le dice a su novio que llamará al SOS. El vídeo clip llegó por primera vez al puesto número uno en MTV el día 14 de abril de 2006.

## Premios y nominaciones
| Año  | Ceremonia                         | Premio                               | Resultado |
| ---- | --------------------------------- | ------------------------------------ | --------- |
| 2006 | Billboard Music Awards            | Canción Hot Dance Airplay del Año    | Ganador   |
| 2006 | MTV Europe Music Awards           | Mejor Canción                        | Nominado  |
| 2006 | MTV Video Music Awards            | Elección de los espectadores         | Nominado  |
| 2007 | Barbados Music Awards             | Mejor video Musical (Femenino)       | Nominado  |
| 2007 | Barbados Music Awards             | Mejor Sencillo Pop de Baile          | Nominado  |
| 2007 | BMI Awards                        | Premio de Reconocimiento             | Ganador   |
| 2007 | Interntational Dance Music Awards | Mejor Canción Pop                    | Nominado  |
| 2007 | MTV Australia Awards              | Descarga del Año                     | Nominado  |
| 2007 | MTV Video Japan Awards            | Mejor video Pop                      | Nominado  |
| 2007 | MTV Video Japan Awards            | Mejor video de Artista Internacional | Ganador   |

## Formatos
Canadian/U.S. CD Maxi-single
1. «SOS» (Radio Edit) - 4:00
2. «SOS» (Nevin's Electrotek Club Mix) - 7:08
3. «Break It Off» (with Sean Paul) - 3:33
4. «S.O.S.» (Enhanced Video) - 4:00

UK CD single
1. «SOS» (Álbum Versión) - 4:02
2. «SOS» (Nevin's Glam Club Mix) - 4:56

European/Australian CD Single
1. «SOS» (Radio Edit) - 4:00
2. «Let Me» - 3:56

Nevin's Electrotek Single
1. «SOS» (Nevin's Electrotek Edit) - 4:56

UK 12" vinyl single
Side A
1. «SOS» (Radio Edit) - 4:00
2. «SOS» (Instrumental) - 4:00

Side B
1. «SOS» (Nevin's Electrotek Club Mix) - 7:08

## Listas y certificaciones
| País/Región     | Lista                               | Mejor posición |
| --------------- | ----------------------------------- | -------------- |
| Australia       | Australian Singles Chart            | 1              |
| Austria         | Ö3 Austria Top 75                   | 4              |
| Bélgica         | Ultratop 40 (Bélgica neerlandófona) | 2              |
| Bélgica         | Ultratop 40 (Bélgica francófona)    | 5              |
| Canadá          | Canadian Hot 100                    | 1              |
| República Checa | Czech Republic Singles Chart        | 13             |
| Dinamarca       | Tracklisten                         | 10             |
| Europa          | European Hot 100 Singles            | 1              |
| Países Bajos    | Dutch Top 40                        | 6              |
| Alemania        | Media Control AG                    | 2              |
| Finlandia       | Mitä hittiä                         | 3              |
| Francia         | French Singles Chart                | 12             |
| Irlanda         | Irish Singles Chart                 | 3              |
| Italia          | Italian Singles Chart               | 7              |
| Hungría         | Magyar Hanglemezkiadók Szövetsége   | 2              |
| Eslovaquia      | Slovakia Singles Chart              | 54             |
| Nueva Zelanda   | New Zealand Singles Chart           | 3              |
| Noruega         | VG-lista                            | 3              |
| Suecia          | Sweden Singles Chart                | 12             |
| Suiza           | Media Control AG                    | 3              |
| Reino Unido     | UK Singles Chart                    | 2              |
| Estados Unidos  | Billboard Hot 100                   | 1              |
| Estados Unidos  | Billboard Hot Dance Club Songs      | 1              |

| País           | Organismo certificador | Certificación | Ventas certificadas | Ref.   |
| -------------- | ---------------------- | ------------- | ------------------- | ------ |
| Australia      | ARIA                   | 2× Platino    | 140 000             | [ 29 ] |
| Brasil         | ABPD                   | Platino       | 20 000              | [ 30 ] |
| Dinamarca      | IFPI — Dinamarca       | Platino       | 40 000              | [ 31 ] |
| Estados Unidos | RIAA                   | 2× Platino    | 2 000 000           | [ 32 ] |
| Reino Unido    | BPI                    | Oro           | 400 000             | [ 33 ] |
| Suecia         | IFPI — Suecia          | Oro           | 40 000              | [ 34 ] |

| 2006      |                          |    |
| Australia | Australian Singles Chart | 13 |
| Australia | Australian Urban Singles | 1  |

### Sucesión en listas
| Predecesor: "Forever Young" de Youth Group | Australian Singles Chart - Sencillo N° 1 26 de abril de 2006 - 18 de junio de 2006 | Sucesor: "Hips Don't Lie" de Shakira junto a Wyclef Jean |
| Predecesor: "Bad Day" de Daniel Powter     | US Billboard Hot 100 - Sencillo N° 1 13 de mayo de 2006 - 27 de mayo de 2006       | Sucesor: "Ridin'" de Chamillionaire junto a Krayzie Bone |